# 奥斯卡院线

标志

奥斯卡院线即成立于2002年的河南奥斯卡电影院线有限责任公司，隶属于河南省电影公司。主要从事电影发行、放映，影院建设、改造，电影设备器材销售，电影广告制作、发布等业务。目前共经营32家奥斯卡影城、123块银幕、27217个座位，票房收入、观众人次连续三年以60%的幅度递增，在全国院线的排名由成立之初的第29位升至第10位。

## 简介
河南奥斯卡按照“同商家联手、按比例分账”的经营原则，同大型商场联合投资建设五星级影城。

## 旗下影城
奥斯卡院线主要以河南各城市为中心，尤其是郑州的影院最多。省外城市包括西安、太原、乌鲁木齐、银川、宝鸡、石河子、北京、石家庄 （页面存档备份，存于）。
- 郑州奥斯卡影都
- 郑州奥斯卡电影大世界
- 郑州奥斯卡国际影城
- 郑州奥斯卡人民会堂影城
- 郑州奥斯卡新建文影城
- 奥斯卡金花影城
- 奥斯卡五星国际影城
- 北京奥斯卡国际影城
- 开封奥斯卡影城
- 洛阳奥斯卡新都汇影城
- 洛阳奥斯卡广百影城
- 安阳奥斯卡榕森影城
- 南阳奥斯卡新华影城
- 许昌奥斯卡胖东来影城
- 新乡奥斯卡银马影城
- 西安奥斯卡国际影城
- 长葛奥斯卡国际影城